# Oresmaux
Oresmaux é uma comuna francesa na região administrativa de Altos da França, no departamento de Somme. Estende-se por uma área de 11,03 km². Em 2010 a comuna tinha 937 habitantes (densidade: 85 hab./km²).